# Сигаев, Александр Иванович
Алекса́ндр Ива́нович Сига́ев (1893 — 1971) — советский кинооператор. Заслуженный деятель искусств РСФСР (1959). Лауреат Сталинской премии первой степени (1942).

## Биография
Родился 14 (26) мая 1893 года. С 1924 года фотограф-художник студии «Госкино», затем студии «Совкино» (с 1929 года — главный оператор), затем «Ленфильм». Операторская работа мастера отмечена мастерством, новаторскими тенденциями, особенно в съёмках батальных сцен. В 1948—1963 годах работал на киностудии «Леннаучфильм». Член ВКП(б) с 1940 года.
Умер 28 июня 1971 года. Похоронен в Ленинграде на Серафимовском кладбище (19 уч.).

## Фильмография
- 1925 — Вздувайте горны (совместно с А. А. Рылло)
- 1928 — Золотой клюв (совместно с С. А. Беляевым)
- 1930 — Города и годы (совместно с С. А. Беляевым); Разгром
- 1932 — Родная кровь
- 1933 — Анненковщина
- 1934 — Чапаев (совместно с А. С. Ксенофонтовым)
- 1936 — Дубровский
- 1937 — Волочаевские дни (совместно с А. И. Дудко); Юность поэта (совместно с А. И. Дудко)
- 1939 — Доктор Калюжный (совместно с А. И. Погорелым); Танкисты (совместно с М. Ш. Магидом)
- 1942 — Оборона Царицына (совместно с А. И. Дудко и С. В. Ивановым)
- 1944 — Родные поля (совместно с Т. П. Лебешевым)
- 1945 — Небесный тихоход
- 1947 — Алмазы
- 1950 — Пушкин на юге
- 1952 — Кора головного мозга; Учение Павлова об условных рефлексах
- 1954 — Защитим урожай пшеницы от вредителей и её болезней
- 1956 — Выращивание капусты
- 1957 — Чья это двойка?
- 1963 — Мы увидим весь мир

## Награды и премии
- Сталинская премия первой степени (1942) — за 1-ю серию фильма «Оборона Царицына» (1942)[1]
- заслуженный деятель искусств РСФСР (1959)
- орден Трудового Красного Знамени (01.02.1939) — за фильмы «Чапаев» и «Волочаевские дни» (1937)